# Lee Sun-bin
Lee Sun-bin (de nacimiento Lee Jin-kyung) es una actriz y cantante surcoreana. 

## Biografía
En enero del 2019 se anunció que estaba saliendo con el actor Lee Kwang-soo desde agosto de 2018.

## Carrera
Es conocida por protagonizar 38 Revenue Collection Unit, Missing 9 y Criminal Minds.
En 2019 se unió al elenco de la película Okay! Madam, donde dio vida a Gwi-soon, la mejor agente en Corea del Norte.
El 26 de agosto del mismo año se unió al elenco principal de la serie The Great Show donde interpretó vida a Yoo Ha-young, una mujer dulce a la que le gusta meterse en la vida de los demás, hasta el final de la serie el 15 de octubre del mismo año.
El 23 de marzo de 2020 se unió al elenco principal de la serie Team Bulldog: Off-duty Investigation (también conocida como "Off Duty Investigation" y/o "Extra Investigation") donde dio vida a Kang Moo-young, hasta ahora.
El 22 de octubre de 2021 se unió al elenco principal de la serie Work Later, Drink Now (también conocida como "Drunk City Women") donde interpreta a Ahn So-hee, una escritora de la estación de radiodifusión.

## Filmografía

### Series de televisión
| Año  | Título                               | Rol                         | Red   | Notas                       | Ref.                 |
| ---- | ------------------------------------ | --------------------------- | ----- | --------------------------- | -------------------- |
| 2015 | zh                                   | Jinzi                       |       |                             |                      |
| 2016 | Madame Antoine: The Love Therapist   | Lee Ma-ri                   | JTBC  |                             |                      |
| 2016 | Entertainer                          |                             | SBS   | Aparición especial, ep. 4   | [ 12 ] [ 13 ]        |
| 2016 | Another Oh Hae-young                 | novia del lunes de Jin-sang | tvN   |                             | [ 14 ]               |
| 2016 | 38 Revenue Collection Unit           | Jo Mi-joo                   | OCN   |                             |                      |
| 2016 | Entourage                            |                             | tvN   | Aparición especial, ep. 13  | [ 15 ] [ 16 ] [ 17 ] |
| 2017 | Missing 9                            | Ha Ji-ah                    | MBC   |                             |                      |
| 2017 | Criminal Minds                       | Yoo Min-young               | tvN   |                             |                      |
| 2018 | Sketch                               | Yoo Shi-hyun                | JTBC  |                             |                      |
| 2018 | The Dramatization Has Already Begun  |                             | tvN   |                             | [ 18 ]               |
| 2019 | The Great Show                       | Yoo Ha-young                | tvN   |                             | [ 19 ]               |
| 2020 | Team Bulldog: Off-duty Investigation | Kang Moo-young              | OCN   |                             | [ 20 ]               |
| 2020 | The Uncanny Counter                  | Hee-young                   | OCN   | Aparición especial, ep. 1-3 |                      |
| 2021 | Work Later, Drink Now                | Ahn So-hee                  | TVING |                             | [ 21 ] [ 22 ]        |
| 2021 | Jirisan                              | Kang Seung-ah               | tvN   |                             |                      |
| 2022 | Work Later, Drink Now Season 2       | Ahn So-hee                  | TVING |                             | [ 23 ]               |
| 2023 | The Heavenly Idol                    | profesora de actuación      | tvN   | Aparición especial, ep. 5   | [ 24 ]               |
| 2025 | Amor en el laboratorio               | Kim Mi-kyung                | tvN   |                             | [ 25 ] [ 26 ]        |

### Películas
| Año  | Título                          | Rol                  | Notas/Ref.    |
| ---- | ------------------------------- | -------------------- | ------------- |
| 2016 | Familyhood                      | amante de Ji-hoon    | [ 27 ]        |
| 2018 | The Princess and the Matchmaker | Princesa 1           |               |
| 2018 | Rampant                         | Deok-hee             |               |
| 2019 | Okay! Madam                     | Agente Gwi-soon      |               |
| 2020 | Me and Me                       | -                    |               |
| 2021 | Mission Possible                | Yoo Da-hee (Yi Ling) | [ 28 ] [ 29 ] |

### Espectáculos de variedades
| Año  | Título                           | Red | Notas               | Ref.   |
| ---- | -------------------------------- | --- | ------------------- | ------ |
| 2016 | Running Man                      | SBS | (episodio 319)      | -      |
| 2016 | Law of the Jungle in Mongolia    | SBS | (episodios 229–233) | [ 30 ] |
| 2021 | Extreme Debut: Wild Idol         | MBC |                     | [ 31 ] |
| 2021 | Amazing Saturday (DoReMi Market) | tvN | invitada            | [ 32 ] |
| 2022 | Work Later, Hike Now             | tvN | miembro             | [ 33 ] |

### Presentadora
| Año  | Evento                                   | Notas                     |
| ---- | ---------------------------------------- | ------------------------- |
| 2020 | 2020 Mnet Asian Music Awards (2020 MAMA) | presentadora de categoría |
| 2021 | 2021 MAMA (2021 Mnet Music Awards)       | presentadora de categoría |

### vídeos musicales
| Año  | Título de la canción                                      | Artista      |
| ---- | --------------------------------------------------------- | ------------ |
| 2013 | Goodbye 20                                                | Lim Kim      |
| 2014 | Almost (하마터면)                                         | Amy          |
| 2014 | Nabiya (나비야)                                           | Wu-Tan       |
| 2014 | Three Things I Want To Give You (너에게 주고 싶은 세가지) | Crucial Star |
| 2015 | Apology (지못미)                                          | iKON         |
| 2016 | I Don't Want (바라지 않아)                                | Jung Key     |
| 2016 | Visual Gangster (널 너무 사랑해서)                        | MC Mong      |

## Discografía
| Año  | Canción       | Álbum                                               | Notas  |
| ---- | ------------- | --------------------------------------------------- | ------ |
| 2020 | Savage Killer | OST Pt. 5 de "Team Bulldog: Off-duty Investigation" | [ 37 ] |

## Premios
| Año  | Premio               | Categoría               | Trabajo  | Resultado | Ref.   |
| ---- | -------------------- | ----------------------- | -------- | --------- | ------ |
| 2017 | MBC Drama Awards     | Mejor Actriz Revelación | Faltan 9 | Ganadora  | [ 38 ] |
| 2018 | 6th APAN Star Awards | Mejor Actriz Revelación | Sketch   | Nominada  |        |